# New Amsterdam Theatre

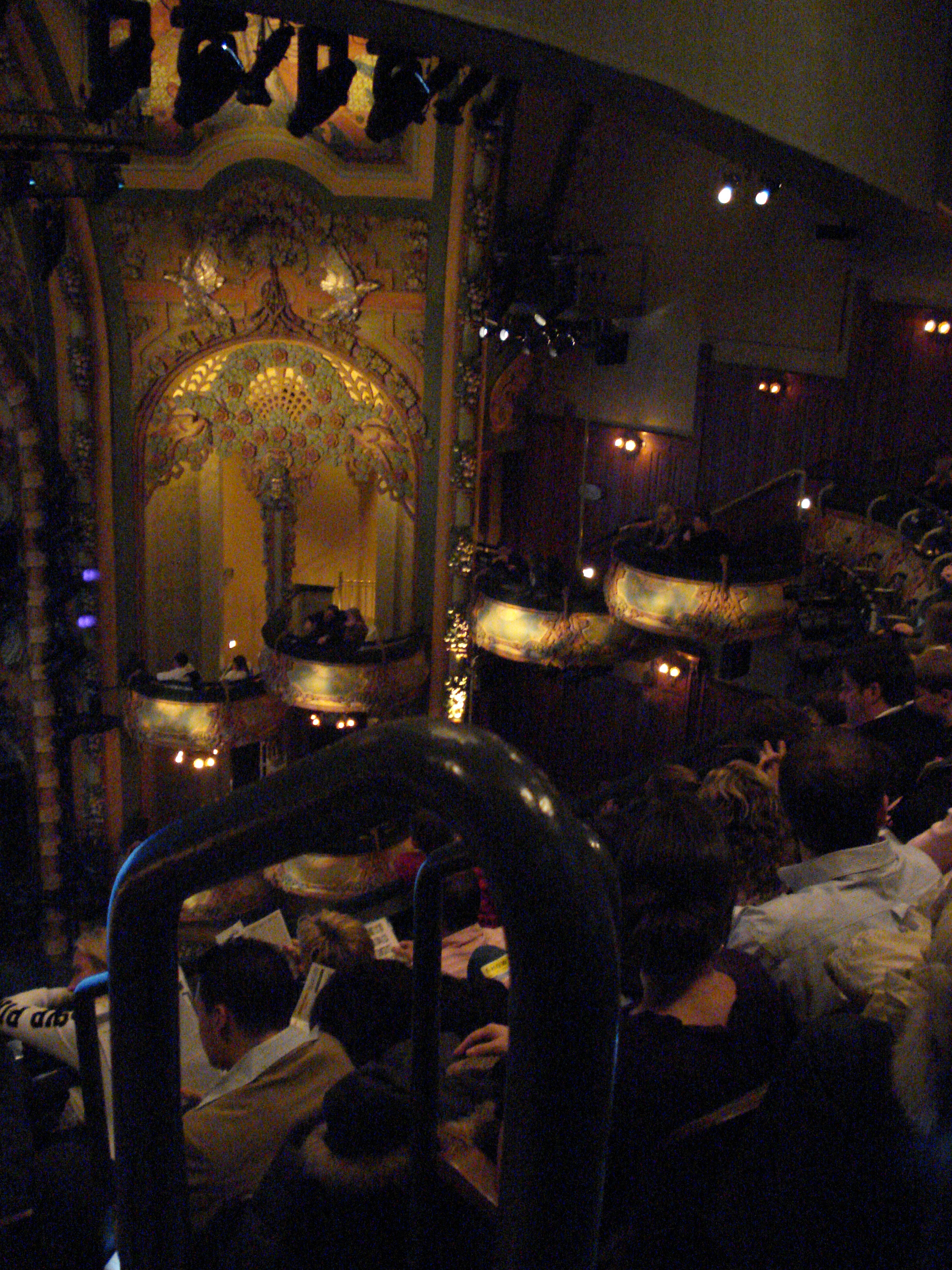
Interno del teatro

Il New Amsterdam Theatre è un Broadway theatre situato sulla 42ª strada a pochi metri di distanza da Times Square, a Manhattan. 
Il teatro, costruito nel 1903 dagli architetti Herts & Tallant, risulta essere il primo esempio di Art Nouveau a New York City. Dal 1993 il teatro è gestito dalla Walt Disney.